# Microclytus compressicollis
Microclytus compressicollis là một loài bọ cánh cứng trong họ Cerambycidae.